# BBQ Chicken

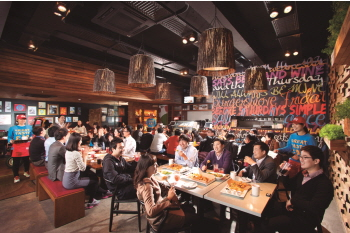
BBQプレミアムカフェ（ソウル、文井洞）

BBQ Chickenは韓国の飲食チェーン店。2014年現在の総店舗数は約3750店。

## 沿革
創業者の尹洪根は食品会社味元（現・大像）の新規事業であるチキンフランチャイズ事業の事業本部長を務めていたが、会社が事業の中止を決定したことから、尹は自ら会社を立ち上げ、チキンフランチャイズ店を展開することになった。尹によると、チキンを商材にしようと思ったきっかけは会社員をしていたある日、道端で鶏を丸焼きして食べようとしている母子を見かけて「清潔で健康にいいチキンを売ればよい」と思い立ったことによるという。尹は1995年に約5億ウォンを投じて「ジェネシス」を設立、11月に漣川郡に1号店となる全谷店を開店後店舗を増やし、翌1996年には100店へ、さらに4年で1000店を超える店舗網を築いた。
2000年に京畿道利川市に加盟店主や職員を育成する「チキン大学」を開設。

## 海外展開

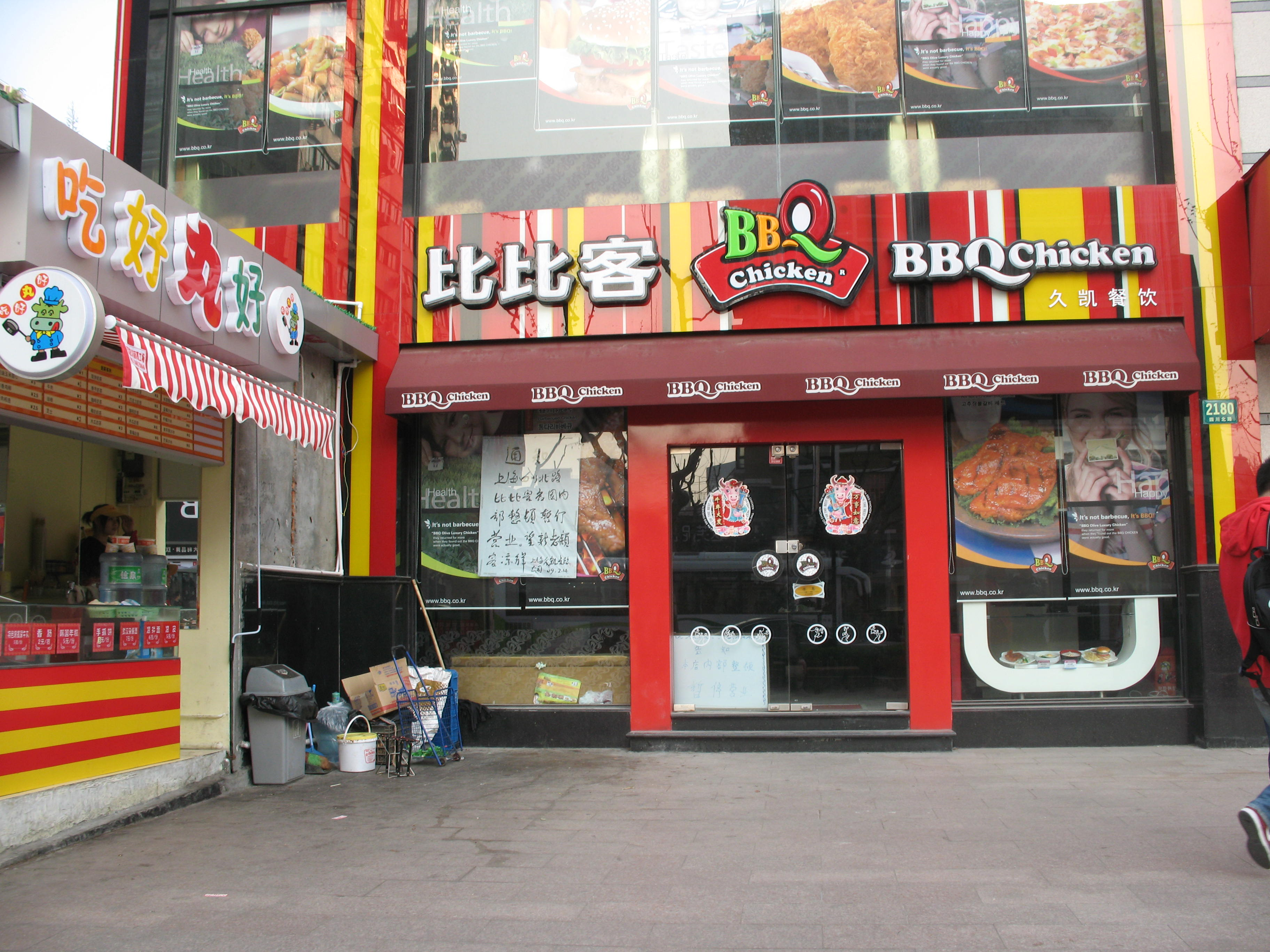
中国では「比比客」の店名で展開している。

2003年からは海外展開も行っている。最初の進出国は中国で、「比比客」の店名で展開している。ベトナムには2007年にハノイに1号店を出店、8年で20店以上の店舗網を築いた。またミャンマーには2013年6月にヤンゴンに出店した後多店舗展開を進め、2015年時点でミャンマー国内に4店舗を持つ。2018年には台湾に進出、台湾のファミリーマートと提携し、3月13日に新北市のファミリーマート店内に1号店を出店した。
日本では2006年にレストラン・エクスプレスがフランチャイズ契約を締結し、墨田区菊川に試験店を運営した。2008年には世田谷に1号店を出したが、後にレストラン・エクスプレスはフランチャイズ元のジェネシスに事業譲渡して撤退した。2014年7月に渋谷に再び1号店を出店し、8月に新大久保に2号店を出店したが、円安や他店との競合、韓流ブームの沈静化などにより業績が伸びず、2016年3月に日本法人が破産した。
2016年12月よりワタミによりbb.qオリーブチキンカフェの名称で運営されている。